# الان به تو نیاز دارم (ترانه)
«الان به تو نیاز دارم» (به انگلیسی: Need You Now) تک‌آهنگی از لیدی آنتبلوم است که در ۲۴ اوت ۲۰۰۹ منتشر شد.
این تک‌آهنگ در چارت‌های، در رتبه اول و در چارت‌های، ایرلند، نروژ، نیوزلند، جزو ده ترانه اول قرار گرفت.